# Plectranthias exsul
Plectranthias exsul là một loài cá biển thuộc chi Plectranthias trong họ Cá mú. Loài này được mô tả lần đầu tiên vào năm 1983.

## Phân bố và môi trường sống
P. exsul có phạm vi phân bố nhỏ hẹp ở vùng biển Đông Nam Thái Bình Dương. Loài này dược tìm thấy ở quần đảo Juan Fernández và quần đảo Desventuradas. Ghi nhận ở dãy núi ngầm Nazca (ngoài khơi bờ biển phía tây của Nam Mỹ) là của loài Plectranthias nazcae (Anderson, 2008). P. exsul sống xung quanh các rạn san hô ở các thềm lục địa, độ sâu tìm thấy khá lớn, được ghi nhận trong khoảng từ 140 đến 225 m.

## Mô tả
Mẫu vật lớn nhất của P. exsul đạt kích thước khoảng 16 cm. Vảy trên đầu của nó kéo dài gần đến môi trên. Một dải sọc rộng, xiên, màu đỏ nằm bên dưới của nửa phần sau của vây lưng (bao quanh phần sau của đường bên), thu hẹp dần và kết thúc ở rìa dưới của cuống đuôi.
Số gai ở vây lưng: 10; Số vây tia mềm ở vây lưng: 15 - 16; Số gai ở vây hậu môn: 3; Số vây tia mềm ở vây hậu môn: 7; Số đốt sống: 26.